# Willencourt
Willencourt és un municipi francès situat al departament del Pas de Calais i a la regió dels Alts de França. L'any 2007 tenia 146 habitants.

## Demografia

### Població
El 2007 la població de fet de Willencourt era de 146 persones. Hi havia 56 famílies de les quals 12 eren unipersonals (4 homes vivint sols i 8 dones vivint soles), 16 parelles sense fills, 20 parelles amb fills i 8 famílies monoparentals amb fills.
La població ha evolucionat segons el següent gràfic:
Habitants censats

### Habitatges
El 2007 hi havia 68 habitatges, 58 eren l'habitatge principal de la família, 9 eren segones residències i 1 estava desocupat. Tots els 66 habitatges eren cases. Dels 58 habitatges principals, 47 estaven ocupats pels seus propietaris, 10 estaven llogats i ocupats pels llogaters i 1 estava cedit a títol gratuït; 1 tenia dues cambres, 3 en tenien tres, 10 en tenien quatre i 44 en tenien cinc o més. 45 habitatges disposaven pel capbaix d'una plaça de pàrquing. A 29 habitatges hi havia un automòbil i a 26 n'hi havia dos o més.

### Piràmide de població
La piràmide de població per edats i sexe el 2009 era:
| Homes | Edats   | Dones |
| ----- | ------- | ----- |
| 0     | 95 o +  | 0     |
| 0     | 90 a 94 | 0     |
| 0     | 85 a 89 | 0     |
| 4     | 80 a 84 | 0     |
| 0     | 75 a 79 | 8     |
| 0     | 70 a 74 | 4     |
| 0     | 65 a 69 | 8     |
| 4     | 60 a 64 | 0     |
| 4     | 55 a 59 | 0     |
| 12    | 50 a 54 | 16    |
| 0     | 45 a 49 | 4     |
| 0     | 40 a 44 | 0     |
| 4     | 35 a 39 | 8     |
| 8     | 30 a 34 | 0     |
| 4     | 25 a 29 | 0     |
| 0     | 20 a 24 | 8     |
| 0     | 15 a 19 | 4     |
| 4     | 10 a 14 | 0     |
| 0     | 5 a 9   | 16    |
| 0     | 0 a 4   | 0     |

## Economia
El 2007 la població en edat de treballar era de 86 persones, 64 eren actives i 22 eren inactives. De les 64 persones actives 54 estaven ocupades (30 homes i 24 dones) i 11 estaven aturades (3 homes i 8 dones). De les 22 persones inactives 5 estaven jubilades, 5 estaven estudiant i 12 estaven classificades com a «altres inactius».

### Ingressos
El 2009 a Willencourt hi havia 56 unitats fiscals que integraven 143 persones, la mediana anual d'ingressos fiscals per persona era de 15.687 €.

### Activitats econòmiques
Dels 3 establiments que hi havia el 2007, 2 eren d'empreses de construcció i 1 d'una empresa financera.
Dels 2 establiments de servei als particulars que hi havia el 2009, 1 era un guixaire pintor i 1 electricista.
L'any 2000 a Willencourt hi havia 4 explotacions agrícoles.

## Poblacions més properes
El següent diagrama mostra les poblacions més properes.